# Action Congress Party
Die Action Congress Party (ACP) war eine politische Partei in Ghana. 
Sie wurde zum Ende der Militärdiktatur unter Ignatius Kutu Acheampong im Demokratisierungsprozess in der dritten Republik Ghanas gegründet. Acheampong hatte während seiner Militärjunta ein allgemeines Parteienverbot erlassen.

## Entwicklung
Die ACP nahm an den Wahlen vom 18. Juni 1979 teil und errang in der Nationalversammlung (National Assembley) zehn der insgesamt 140 Sitze. Am gleichen Tag wurden die Direktwahlen zum Amt des Präsidenten abgehalten. Als Präsidentschaftskandidat der ACP trat Frank Bernasko an und erzielte 9,4 Prozent der Stimmen. Damit unterlag der Kandidat der ACP deutlich den späteren Teilnehmern an den Stichwahlen Hilla Limann von der People’s National Party und Victor Owusu von der Popular Front Party.
Hauptsächlich fand die ACP Unterstützung bei Mitgliedern der Volksgruppe Fanti, der zweitgrößten Akan-Gruppe.
Mit dem Militärputsch von Jerry Rawlings am 31. Dezember 1981 wurden erneut alle Parteien verboten und die ACP aufgelöst. 